# Бола (роман)
Бола је роман финског књижевника албанског порекла Пајтима Статовција, објављен 2019. године за издавачку кућу Отава, и преведен је на енглески и велики број других језика. У Србији је доступан у хрватском преводу Бориса Видовића, у издању ВБЗ издаваштва. Роман је више писан из албанског виђења рата на Косову кроз љубавну причу јунака, али показује симпатије и ка српској страни.

## Радња
Наслов књиге потиче од речи Bolla, и у питању је биће из албанске митологије, слично кулшедри, које представља змијолико биће, неодређеног пола, најчешће жену-змију са крилима која може да говори. Мотив боле се провлачи кроз цео роман, а главни јунаци приче су млади мушкарац албанског порекла Арсим, и млади Србин по имену Милош.
Радња почиње претећим писмом које Милошев отац шаље Арсиму који је емигрирао у Финску. Паралелно тече прича између Арсимовог живота као избеглице са Косова, почетком двехиљадитих, као и његова сећања на догађаје из домовине Југославије, деведесетих година. Арсим је ожењен Ајшом, и бави се писањем, али је заправо бисексуалан, и његова највећа љубав је био његов комшија студент медицине (хирургије) српског порекла по имену Милош. Њих двојица се срећу у кафићу у Приштини, и улазе у тајну везу 1995.године. У роману се описује анимозитет између две нације, тескобе, и гласине о "наводним" зверствима (на обе стране), написан је тако да се сумња у правоверност информација наратора, али и у идентитет самих јунака (Арсим није сигуран ко је заправо био Милош). Арсим добија са Ајшом сина по имену Дритон (светлост), и растрзан је између дужности према породици и љубави према Милошу. Њих двојица одлазе на одмор у Улцињ где нема ратне тензије, мада се спомиње у негативном контексту српско учешће у рату у Хрватској.
Писма која Милош шаље Арсиму су непоуздана, а у другом делу књиге Арсим бива приморан да се из Финске врати на Косово, јер је оптужен да је покушао да заведе тинејџера кога је упознао преко интернета (2003 године), не знајући да је момак с којим се срео заправо малолетан. Арсима хапсе, и ово доводи до краја његовог брака, а по повратку у своју домовину покушава да сазна шта се десило са Милошем након рата.
Последњи део романа се дешава на Косову где Арсим у прилогу енглеских медија сазнаје да би Милош могао да се налази у једној менталној институцији где се након рата и даље муче и држе заробљени Срби, као казна за оно што су наводно урадили у току рата албанској страни. У болници се налази портрет Адема Јашарија, кога роман представља као сепаратистичког јунака. Арсим се представља као репортер покушавајући да из болнице извуче Милоша, у чему и успева. Оставља га поремећеног ума у свом бившем стану, где га као неког рођака чува комшија по имену Беџђет. Ајше долази на Косово да се разведе од Арсима, а он годинама пролази у близини своје старе улице, несигуран да ли је видео свог некадашњег љубавника како погурен седи испред куће. Крај је такође у симболу злогласне "боле", непоузданости писама и дневника, које је можда писао Милош, и закључка да ће Срби и Албанци увек ратовати, али да такође живе у земљи богова.